# Karel Nöttig

Hrob Karla Nöttiga na Petrově, přenesen z bývalého Městského hřbitovu v neúplné podobě

Mons. Karel Nöttig (23. prosince 1806 Bělotín – 14. ledna 1882 Brno) byl moravský katolický duchovní, který se stal 7. brněnským sídelním biskupem.

## Stručný životopis
Na kněze vysvěcen roku 1833, v roce 1847 se stal vicerektorem brněnského biskupského semináře, od roku 1857 jej jako rektor řídil. Kanovníkem brněnské kapituly byl od 29. října 1854. Biskupem brněnským jmenován v srpnu 1870, biskupské svěcení přijal 8. ledna 1871 a 22. ledna byl intronizován. V letech 1871–1882 zasedal v Moravském zemském sněmu, v období 1875 až do svého skonu byl dlouhodobě nemocen. Jako biskup zahájil opravy brněnské katedrály.